# Timsoft
TimSoft – polski dystrybutor gier komputerowych i programów edukacyjnych przeznaczonych dla komputerów Commodore 64, Commodore 128 i Amiga i PC. Firma założona została przez Tomasza Golika, który po epizodzie handlu oprogramowaniem na giełdach komputerowych, podjął się wydawania oprogramowania edukacyjnego i gier. W przypadku wydań na komputery 8-bitowe, współpracował z twórcami wywodzącymi się z demosceny, z polskimi grupami produkującymi gry, takimi jak Inflexion Development, czy Agony Design. Założyciel firmy najczęściej nie prowadził procesu produkcji gry, podpisując umowę z twórcą za gotowy produkt i wypłacając gotówkę do ręki.

## Wydawnictwa

### Komputery 8-bitowe
- Ortotris[4] (1992 – Commodore 64)
- Historia[5] (1992 – Commodore 64)
- Geografia[5] (1993 – Commodore 64)
- Klemens[6] (1994 – Commodore 64)
- Kości & Poker[7] (1994 – Commodore 64)
- Lazarus[8] (1994 – Commodore 64)
- Slaterman[9] (1994 – Commodore 64)
- Drip[10] (1995 – Commodore 64)
- Eternal[11] (1995 – Commodore 64)
- Later[2] (1995 – Commodore 64)
- Miecze Valdgira II: Władca Gór[12] (1995 – Commodore 64)
- Dr. Mad vs. the Topsy Turvy Moon Men of Mars[13] (1995 – Commodore 64)
- Bombi[5] (1995 – Commodore 64)
- Kupiec[14] (1996 – Commodore 64)
- Chwat[15] (1996 – Commodore 64)
- Black Knight[5] (1996 – Commodore 64)

### Komputery 16-bitowe
- Ortotris (1992 – PC[16], 1994 – Amiga[17])
- Ciach-Bach[18] (1993 – Amiga)
- Ma$ter Mind[19] (1993 – Amiga)
- Otromania[20] (1994 – PC)
- Magic Coins[21] (1994– Amiga)
- Ami Puzzle[22] (1994 – Amiga)
- Edukacja (1994 – Amiga[23], 1996 – PC[24])
- Mnemotron[25] (1995 – Amiga)
- Ace Ball[26] (1995 – Amiga)
- Teo[27] (1995 – Amiga)
- Lazarus[28] (1995 – Amiga)
- Brzdąc[29] (1995 – PC)
- Matmania[30] (1996 – PC)